# Ilda Stichini
Ilda Stichini (Elvas, 25 de novembro de 1895 — Hollywood, setembro de 1977) foi uma atriz e fadista portuguesa de ascendência italiana. Foi uma das actrizes mais conhecidas do panorama teatral português da primeira metade do século XX.

## Biografia
Filha de António Fortunato Stichini e Teresa de Jesus Verganista Stichini. Apesar da oposição de seu pai, Ilda integrou uma companhia de declamação que percorria na altura o Alentejo e o Algarve. Com apenas 14 anos de idade estreou-se em Cuba do Alentejo na peça «João José». Mais tarde fixou-se em Lisboa, onde se estreou profissionalmente no teatro, pelas mãos de Eduardo Brazão. Em 1922 protagonizou o filme «O Centenário», o que lhe permitiu ingressar numa carreira cinematográfica.
Emigrou para os Estados Unidos em 1938, fixando-se na Califórnia. Em Hollywood foi professora de dicção de quem queria aprender português para se candidatar a artista de cinema em papéis latinos. Só voltou a Portugal por 1967, sendo logo convidada por Amélia Rey Colaço para interpretar The Milk Train Doesn’t Stop Here Anymore (1962), peça de Tennessee Williams cuja grande protagonista recusou, peça essa que só seria representada, em 2011, por Eunice Muñoz, com o título O Comboio da Madrugada, no Teatro Experimental de Cascais, dirigida por Carlos Avilez.
Casou com Dagoberto Miranda Vilela, sendo mãe de Armando Stichini Vilela e Artur Stichini Vilela.
Ilda Stichini é lembrada na toponímia de Loulé, onde em São Clemente existe a «Rua Ilda Stichini».